# 애틀랜틱시티 보드워크 불리즈
| 애틀랜틱시티 보드워크 불리즈 | |
| 콘퍼런스                     | 북부 콘퍼런스 (2001년~2003년) 동부 콘퍼런스 (2003년~2004년) 내셔널 콘퍼런스 (2004년~2005년)                                                                          |
| 디비전                       | 노스이스트 디비전 (2001년~2003년) 노스턴 디비전 (2003년~2004년) 노스 디비전 (2004년~2005년)                                                                          |
| 설립연도                     | 2001년 |
| 해체연도                     | 2005년 |
| 역사                         | 신시내티 사이클론즈 (1990년~1992년) 버밍햄 불스 (1992년~2001년) 애틀랜틱시티 보드워크 불리즈 (2001년~2005년) 스톡턴 선더 (2005년~2015년) 애디론댁 선더 (2015년~현재) |
| 경기장                       | 보드워크 홀 |
| 연고지                       | 뉴저지주 애틀랜틱시티 |
| 상징색                       | 레베카 퍼플, 틸 |
| 구단주                       | |
| 단장                         | |
| 감독                         | |
| NHL 제휴                     | |
| AHL 제휴                     | |
| 정규시즌 우승                | |
| 콘퍼런스 우승                | 1 (2003) |
| 디비전 우승                  | |
| 켈리 컵                      | 1 (2003) |
| 영구 결번                    | |

애틀랜틱시티 보드워크 불리즈(Atlantic City Boardwalk Bullies)는 미국 뉴저지주 애틀랜틱시티를 연고지로 하여 2001년부터 2005년까지 ECHL에 소속되었던 아이스 하키팀이다.
2005년 연고지를 캘리포니아주 스톡턴 (스톡턴 선더)로 이전했다.

## 역대 홈경기장
| 경기장                       | 사용기간      | 수용인원 | 장소                  | 비고 |
| ---------------------------- | ------------- | -------- | --------------------- | ---- |
| 애틀랜틱시티 보드워크 불리즈 |               |          |                       |      |
| 보드워크 홀                  | 2001년~2005년 | 10,500명 | 뉴저지주 애틀랜틱시티 | 빈칸 |